# Gåsskären, Korpo
Gåsskären är öar i Finland. De ligger i Skärgårdshavet och i kommunen Pargas i landskapet Egentliga Finland, i den sydvästra delen av landet. Öarna ligger omkring 62 kilometer sydväst om Åbo och omkring 180 kilometer väster om Helsingfors. Gåsskären ligger 3 meter över havet. De ligger på ön Killingskär.
Arean för den av öarna koordinaterna pekar på är 1,5 hektar och dess största längd är 260 meter i sydöst-nordvästlig riktning.